# Concerto pour hautbois no 1 de Haendel
Pour les articles homonymes, voir Concerto pour hautbois (homonymie).
Le concerto pour hautbois no 1 (en si bémol majeur) (HWV 301) est composé par Georg Friedrich Haendel pour hautbois, orchestre à cordes et basse continue.
Cette œuvre est publiée pour la première fois dans le quatrième volume de Select Harmony chez l'imprimeur John Walsh en 1740.
D'autres catalogues de la musique de Haendel le classent sous l'abréviation "Händel-Gesellschaft xxi,85" et "Hallische Händel-Ausgabe iv/12,17".
Ce concerto est en général considéré comme une œuvre de jeunesse de Haendel.
Son exécution dure à peu près huit minutes.

## Structure
L'œuvre se compose de quatre mouvements :
| Mouvement | Type    | Tonalité   | Mesure | Notes                                                                               |
| --------- | ------- | ---------- | ------ | ----------------------------------------------------------------------------------- |
| I         | Adagio  | Si♭ majeur | 4/4    | termine sur un accord de dominante pour s'enchaîner au mouvement suivant.           |
| II        | Allegro | Si♭ majeur | 2/2    |                                                                                     |
| III       | Largo   | Si♭ majeur | 6/8    | Siciliana, avec son rythme caractéristique (croche pointée, double croche, croche). |
| IV        | Vivace  | Si♭ majeur | 3/4    | dans le rythme et la structure d'un menuet sans trio.                               |